# CapZ

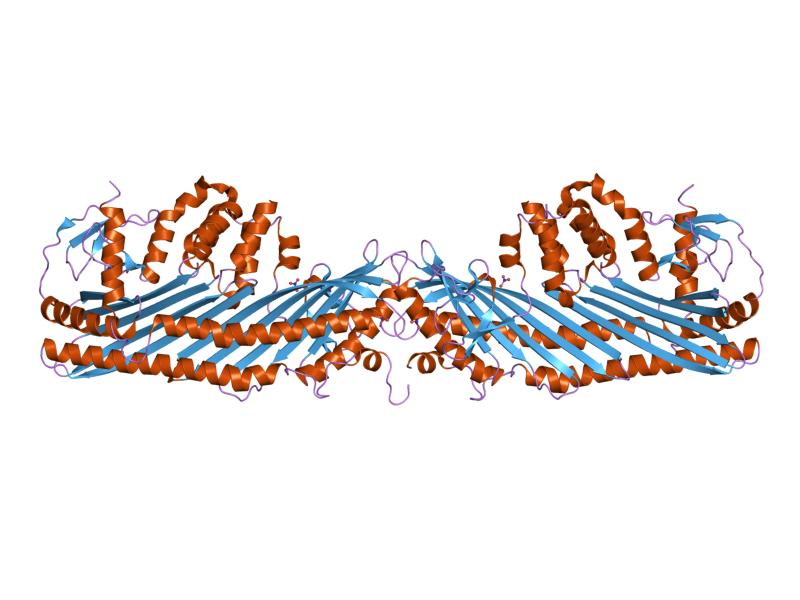
Subunitat alfa 1 de la proteïna CapZ.

CapZ és una proteïna d'unió a actina (ABP), que encaputxa l'extrem + (rom) dels filaments. Estructuralment es tracta d'un heterodímer, format per una subunitat alfa i una subunitat beta. La unió de CapZ als filaments d'actina estabilitza l'extrem +, per tant hi ha una disminució de la velocitat de creixement dels filaments.
La proteïna CapZ es troba present a la banda Z dels sarcòmers de la musculatura estriada. La seva funció és estabilitzar els filaments d'actina, juntament amb la tropomiosina i la tropomodulina.
S'han descrit quatre gens codificants per a CapZ en humans, tres dels quals per a subunitats alfa i un per a subunitats beta: CAPZA1, CAPZA2, CAPZA3 i CAPZB.